# Monika Dietl
Monika Dietl (Künstlername Moni D) ist eine ehemalige deutsche Radiomoderatorin und Protagonistin aus den Anfängen der Technokultur in Deutschland.

## Leben
Ende der 1980er- und Anfang der 1990er-Jahre hatten ihre Sendungen SF-Beat bei dem damaligen Sender SFB 2 des Senders Freies Berlin beziehungsweise später The Big Beat bei Radio 4U, die samstagabends ausgestrahlt wurden, innerhalb der entsprechenden Berliner Subkultur einen Kultstatus erlangt. Einerseits informierten sich interessierte Hörer über musikalische Neuerungen der sich entwickelnden Techno-Szene, andererseits wurden auch verschlüsselt Termine von teils illegalen Partys, beispielsweise des Ufos, in ihren Sendungen bekannt gegeben. Ihr wird dabei unter anderem das Verdienst zugeschrieben, Auftritte von neuen Künstlern teils gegen Widerstände der Sendungsleitung gefördert und zudem dafür gesorgt zu haben, dass Techno-Fans aus dem Ost- und dem Westteil der Stadt schon vor dem Fall der Berliner Mauer musikalisch „auf demselben Stand“ waren. Prägnant waren unter anderem ihr bairischer Akzent und der wiederholte Slogan „Shut up and dance“ (sinngemäß: Halt den Mund und tanz!).
Mit dem Zusammenschluss der Jugendprogramme von SFB und ORB zu Fritz beendete Dietl ihre Radio-Karriere. Der Sendeplatz wurde an Marusha mit ihrer Sendung Rave Satellite vergeben. Dietl zog nach San Francisco und absolvierte dort 2002 eine Ausbildung als Yoga-Lehrerin. 2013 hatte sie einen mehrstündigen Auftritt als Gastmoderatorin bei Radio Eins.